# ケラトアカントーマ
ケラトアカントーマ（、英: Keratoacanthoma）は、中年男性の顔面に好発し急速に増大する、ドーム状の隆起結節。

## 概要
顔面に好発し、数か月で急速に成長、2cm径に達する。有棘細胞癌と臨床的・組織的に酷似する。

## 治療
数か月で自然消褪するが、有棘細胞癌と臨床的にも、組織学的にも酷似する事を考慮し、手術による全摘が第一選択である。